# Machelen (Vlaams-Brabant)
Machelen is een plaats en gemeente in de provincie Vlaams-Brabant in België. De verstedelijkte gemeente sluit aan bij de Brusselse agglomeratie en telt ruim 16.000 inwoners. De gemeente, niet te verwarren met Machelen in Oost-Vlaanderen (ook als Machelen-aan-de-Leie bekend) of het 15 km noordelijker liggende Mechelen, ligt in de Vlaamse rand rond Brussel en wordt gerekend tot de streek Brabantse Kouters.

## Geschiedenis
Archeologische vondsten bij Machelen zijn niet bekend, maar van een Romeinse villa uit de 2e eeuw werden overblijfselen aangetroffen. Vermoedelijk lag deze langs een heerbaan. De oorsprong van het huidige Machelen gaat terug tot de Frankische periode.
In 1179 werd Machelen voor het eerst vermeld, en wel als Machala. De eerste heren behoorden tot de geslachten van Kraainem, van Saventem en van Nossegem. In de 14e eeuw werd onder meer Filips van Maldeghem genoemd en in 1497 was dat Jan van der Beken, die raadsheer van het Hertogdom Brabant was. In 1676 werd Lamoraal II Claudius Frans van Thurn en Tassis heer van Machelen.
Machelen bleef tot begin 20e eeuw een klein landelijk dorp. In 1835 werd de spoorlijn van Brussel naar Antwerpen aangelegd. Omstreeks 1900 vestigden zich hier de eerste industriële bedrijven. De eerste wijk met sociale woningbouw stamt uit de jaren '20 van de 20e eeuw. In de 2e helft van de 20e eeuw nam de woonfunctie sterk toe. In 1967 werd een wijkcentrum opgericht aan de Jan Veldmansstraat met de hulpkerk Maria Moeder. Ook werd in deze tijd een gemeentepark aangelegd. In 1970 kwam een stadion gereed.

## Geografie

### Kernen

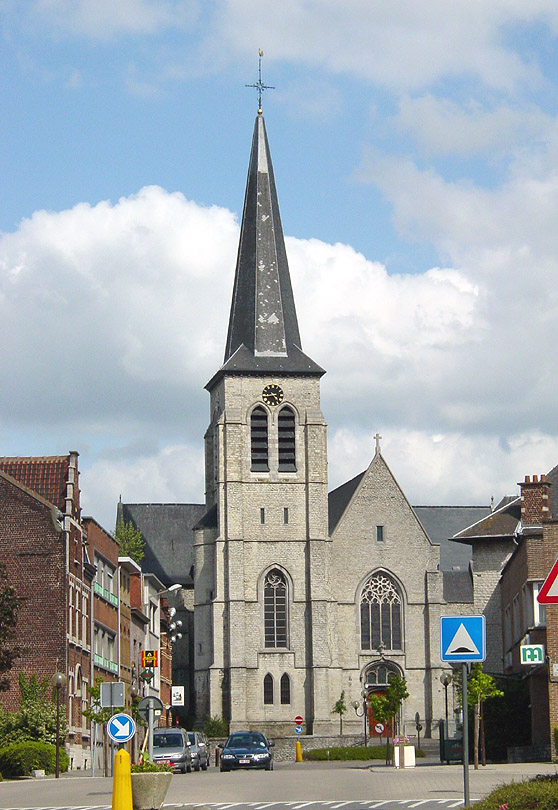
Sint-Gertrudiskerk

Naast Machelen zelf is er nog deelgemeente Diegem en het gehucht Diegem-Lo.
Aanvankelijk bedroeg de oppervlakte van de gemeente 613 ha. waarvan 50 bebouwd en 563 onbebouwd; 36 ha hiervan behoorde destijds tot het gebied van de luchthaven van Zaventem. Sedert de fusie met Diegem groeide het grondgebied aan tot 1151 ha, waarvan thans meer dan 150 ha behoort tot het gebied van de luchthaven, wegens uitbreiding van de vrachtzone en onteigeningen op het grondgebied van Machelen.
Diegem-Lo, een gehucht van Machelen ten zuiden van de luchthaven, is gedoemd te verdwijnen daar het geprangd ligt tussen de luchthaven en het verkeersknooppunt Zaventem. Momenteel wonen er nog enkele mensen. De huizen staan juist onder de voornaamste landingsbaan en in de schaduw van de bruggen van de verkeerswisselaar.

### Deelgemeenten
| # | Naam     | Opp. (km²) | Inwoners (2020) | Inwoners per km² | NIS-code |
| - | -------- | ---------- | --------------- | ---------------- | -------- |
| 1 | Machelen | 5,97       | 9.606           | 1.610            | 23047A   |
| 2 | Diegem   | 5,45       | 5.992           | 1.099            | 23047B   |

### Topografie
Een groot gedeelte van de gemeente ligt op 11 m en het hoogste op 36 m boven de zeespiegel. Het niveauverschil bedraagt dus 25 m. Bodemkundig gezien is het landschap er zacht golvend, met droge tot matig natte licht-zandleem- en zandleemgronden op zandig tertiair materiaal, dat in de 19de eeuw over grote oppervlakten werd ontgonnen (witte zandsteen).
Het westelijk deel van de gemeente is industrieel, het centrum residentieel en het oostelijk deel eerder landelijk. Ten noorden van Diegem en ten zuiden van het kasteel Beaulieu stroomde de Woluwe richting Haren-Buda naar de Zenne. In de dertiende eeuw werd de Woluwe na Diegem afgeleid via Machelen (langs de huidige Van Obberghenstraat). In het interbellum werd de loop nogmaals verlegd, waarbij de rivier in een collector onder de Woluwelaan en de Broekstraat verdween.

## Bezienswaardigheden
- Het Kasteel Pellenberg
- Het Kasteel Beaulieu
- De Sint-Gertrudiskerk

## Natuur en landschap
Machelen ligt aan de Woluwe waarvan de loop, door de verstedelijking, grondig werd gewijzigd. Het riviertje loopt in een nieuwe bedding langs de Woluwelaan. De hoogte van Machelen bedraagt 12-36 meter.

## Demografische ontwikkeling
In de jaren 20 van de twintigste eeuw kende Machelen (net zoals buurgemeente Vilvoorde) een zeer sterke bevolkingsgroei. Op tien jaar tijd steeg de bevolking van 6405 naar 9299 inwoners. Na een piek op ongeveer 12000 inwoners in 1970 daalde het inwonersaantal beperkt in de jaren 70. Sinds het jaar 2000 stijgt de bevolking opnieuw sterk. In de periode tussen 2000 en 2016 was Machelen de tweede sterkst groeiende gemeente van Vlaanderen, na Baarle-Hertog. In 2015 steeg de bevolking met 2,1%.

### Demografische evolutie deelgemeente voor de fusie
- Bronnen:NIS, Opm:1831 tot en met 1970=volkstellingen, 1976= inwonersaantal op 31 december

### Demografische ontwikkeling van de fusiegemeente
Alle historische gegevens in onderstaande grafiek hebben betrekking op de huidige gemeente, inclusief deelgemeenten, zoals ontstaan na de fusie van 1 januari 1977.
- Bronnen:NIS, Opm:1831 tot en met 1981=volkstellingen; 1990 en later= inwonertal op 1 januari

| Inwoners van jaar tot jaar op 1 januari 1992 tot heden | Inwoners van jaar tot jaar op 1 januari 1992 tot heden | Inwoners van jaar tot jaar op 1 januari 1992 tot heden |
| jaar                                                   | Aantal                                                 | Evolutie: 1992=index 100                               |
| ------------------------------------------------------ | ------------------------------------------------------ | ------------------------------------------------------ |
| 1992                                                   | 11.329                                                 | 100,0                                                  |
| 1993                                                   | 11.370                                                 | 100,4                                                  |
| 1994                                                   | 11.478                                                 | 101,3                                                  |
| 1995                                                   | 11.516                                                 | 101,7                                                  |
| 1996                                                   | 11.518                                                 | 101,7                                                  |
| 1997                                                   | 11.582                                                 | 102,2                                                  |
| 1998                                                   | 11.679                                                 | 103,1                                                  |
| 1999                                                   | 11.831                                                 | 104,4                                                  |
| 2000                                                   | 11.838                                                 | 104,5                                                  |
| 2001                                                   | 11.901                                                 | 105,0                                                  |
| 2002                                                   | 11.972                                                 | 105,7                                                  |
| 2003                                                   | 12.067                                                 | 106,5                                                  |
| 2004                                                   | 12.111                                                 | 106,9                                                  |
| 2005                                                   | 12.384                                                 | 109,3                                                  |
| 2006                                                   | 12.500                                                 | 110,3                                                  |
| 2007                                                   | 12.792                                                 | 112,9                                                  |
| 2008                                                   | 12.953                                                 | 114,3                                                  |
| 2009                                                   | 13.214                                                 | 116,6                                                  |
| 2010                                                   | 13.330                                                 | 117,7                                                  |
| 2011                                                   | 13.566                                                 | 119,7                                                  |
| 2012                                                   | 13.738                                                 | 121,3                                                  |
| 2013                                                   | 13.987                                                 | 123,5                                                  |
| 2014                                                   | 14.271                                                 | 126,0                                                  |
| 2015                                                   | 14.454                                                 | 127,6                                                  |
| 2016                                                   | 14.764                                                 | 130,3                                                  |
| 2017                                                   | 15.135                                                 | 133,6                                                  |
| 2018                                                   | 15.417                                                 | 136,1                                                  |
| 2019                                                   | 15.469                                                 | 136,5                                                  |
| 2020                                                   | 15.605                                                 | 137,7                                                  |
| 2021                                                   | 15.895                                                 | 140,3                                                  |
| 2022                                                   | 16.108                                                 | 142,2                                                  |
| 2023                                                   | 16.486                                                 | 145,5                                                  |
| 2024                                                   | 16.576                                                 | 146,3                                                  |
| 2025                                                   | 16.784                                                 | 148,2                                                  |

## Politiek

#### 2019-2024
Na de verkiezingen van 2018 werd sp.a-Spirit-Groen naar de oppositie verwezen en kwam er een coalitie van CD&V, N-VA en Open Vld. Samen vormden ze de meerderheid met 15 op 25 zetels. Marc Grootjans (CD&V) werd burgemeester. In 2021 werd echter Steve Claeys (N-VA) burgemeester na strubbelingen binnen de meerderheidspartij CD&V. In 2021 werd er echter een nieuwe coalitie onderhandeld tussen Samen Vooruit en N-VA. Vanaf 1 januari 2022 werd oud-burgemeester Jean-Pierre De Groef opnieuw burgemeester.

#### 2024-2030
Bij de verkiezingen van 2024 werd Samen Vooruit, het vroegere sp.a-Spirit-Groen, de grootste partij en werd een coalitie gevormd met N-VA. Samen vormen ze de meerderheid met 16 op 25 zetels. Jean-Pierre De Groef (Samen Vooruit) werd burgemeester.

### Resultaten gemeenteraadsverkiezingen sinds 1976
| Partij               | Partij                                            | 10-10-1976 | 10-10-1976 | 10-10-1982 | 10-10-1982 | 9-10-1988 | 9-10-1988 | 9-10-1994 | 9-10-1994 | 8-10-2000 | 8-10-2000 | 8-10-2006 | 8-10-2006 | 14-10-2012 | 14-10-2012 | 14-10-2018 | 14-10-2018 | 13-10-2024 | 13-10-2024 |
| Stemmen / Zetels     | Stemmen / Zetels                                  | %          | 21         | %          | 21         | %         | 21        | %         | 21        | %         | 21        | %         | 23        | %          | 23         | %          | 25         | %          | 25         |
| -------------------- | ------------------------------------------------- | ---------- | ---------- | ---------- | ---------- | --------- | --------- | --------- | --------- | --------- | --------- | --------- | --------- | ---------- | ---------- | ---------- | ---------- | ---------- | ---------- |
|                      | SP1/ sp.a-Spirit-GroenB/ Samen VooruitC           | 35,441     | 9          | 37,771     | 9          | 39,961    | 9         | 33,221    | 8         | 26,521    | 7         | 37,15B    | 10        | 38,95B     | 11         | 36,8B      | 10(°°)     | 34,2C      | 9          |
|                      | Agalev1/ sp.a-Spirit-GroenB/ Samen VooruitC       | -          |            | -          |            | -         |           | 4,21      | 0         | 7,321     | 1         | 37,15B    | 10        | 38,95B     | 11         | 36,8B      | 10(°°)     | 34,2C      | 9          |
|                      | PVV1/ VLD2/ Open Vld3 /cd&v-OpenVLDD              | 5,631      | 0          | 12,641     | 2          | 15,811    | 3         | 18,482    | 4         | 16,582    | 4         | 16,622    | 3         | 14,513     | 3          | 10,53      | 2(°)       | 23,5D      | 2          |
|                      | CVP1/ CD&V+N-VAA/ CD&V2 /cd&v-OpenVLDD            | 38,241     | 10         | 33,321     | 8          | 30,451    | 7         | 23,091    | 5         | 22,61     | 5         | 29,45A    | 7         | 20,082     | 5          | 26,32      | 7(°)       | 23,5D      | 4          |
|                      | VU1/ VU&ID2/ CD&V+N-VAA/ N-VA3                    | 13,381     | 2          | 13,261     | 2          | 13,781    | 2         | 13,931    | 3         | 10,062    | 2         | 29,45A    | 7         | 18,053     | 4          | 23,03      | 6          | 26,53      | 7          |
|                      | Vlaams Blok1/ Vlaams Belang2/ Leefbaar Ma-Die VB3 | -          |            | -          |            | -         |           | -         |           | 9,771     | 2         | 16,782    | 3         | 5,352      | 0          | 3,53       | 0          |            |            |
|                      | SAMEN                                             | -          |            | -          |            | -         |           | 7,08      | 1         | 2,26      | 0         | -         |           | -          |            | -          |            | -          |            |
|                      | 1830-31                                           | -          |            | -          |            | -         |           | -         |           | -         |           | -         |           | -          |            | -          |            | 15,8       | 3          |
|                      | PVDA                                              | 1,36       | 0          | 3,01       | 0          | -         |           | -         |           | -         |           | -         |           | -          |            | -          |            | -          |            |
| Anderen(*)           | Anderen(*)                                        | 5,95       | 0          | -          |            | -         |           | -         |           | 4,89      | 0         | -         |           | 3,06       | 0          | -          |            | -          |            |
| Totaal stemmen       | Totaal stemmen                                    | 8375       | 8375       | 8161       | 8161       | 8112      | 8112      | 7924      | 7924      | 7927      | 7927      | 8262      | 8262      | 8258       | 8258       | 9115       | 9115       | 6182       | 6182       |
| Opkomst %            | Opkomst %                                         |            |            |            |            | 94,11     | 94,11     | 92,39     | 92,39     | 91,51     | 91,51     | 93,56     | 93,56     | 89,33      | 89,33      | 92,2       | 92,2       | 57,8       | 57,8       |
| Blanco en ongeldig % | Blanco en ongeldig %                              | 3,08       | 3,08       | 5,18       | 5,18       | 5,1       | 5,1       | 5,34      | 5,34      | 5,85      | 5,85      | 6,37      | 6,37      | 5,80       | 5,80       | 7,1        | 7,1        | 3,3        | 3,3        |

De rode cijfers naast de gegevens duiden aan onder welke naam de partijen telkens bij een verkiezing opkwamen.

De zetels van de gevormde meerderheid staan vetjes afgedrukt

(*) 1976: GB-RB (4,82%), KPB (1,13%) / 2000: NIEUW (4,89%) / 2012: Gemeentebelangen (3,06%)

### Burgemeesters
Burgemeesters waren:
- 1828-1835 : Em. Vandercruyce
- 1836-1871 : Petrus Turcksin
- 1872-1884 : Anatole d'Alcantara
- 1985-1911 : Corneel Peeters
- 1912-1932 : Hendrik De Block
- 1933-1942 : George Meert
- 1942-1944 : Jan Verhelpen
- 1944-1946 : George Meert
- 1946 : André Speltinckx
- 1947-1970 : Jan Deroover
- 1971-1982 : Lode Vandeneede
- 1982-2000 : Roger De Wulf (SP)
- 2000-2018 : Jean-Pierre De Groef (SP/sp.a)
- 2019-2021 : Marc Grootjans (CD&V)
- 2021 : Steve Claeys (N-VA)
- 2022-... : Jean-Pierre De Groef

## Economie
Naast metaalnijverheid was er in Machelen ook scheikundige industrie, farmaceutische producten, rubberverwerking, fabricage van karton, bouwmaterialen en grootwarenhuizen Makro en Gamma. Een belangrijk deel van deze industriële activiteiten is intussen verdwenen, waardoor deze industriezone kampt met bodemvervuiling en leegstand. Er zijn verschillende reconversieprojecten gepland.
Het westen van de deelgemeente Machelen bestaat uit industrieterreinen, waarvan voornamelijk het zuidwestelijke gedeelte verloederd is. In dit deel wordt op een voormalige brownfield Uplace gepland, een gecontesteerd shoppingcomplex. De lokale partijen sp.a en Groen zijn voor het project terwijl zowel de middenstandsorganisaties als de milieuorganisaties tegen zijn. Uplace heeft de steun van de Vlaamse regering, met vooral de N-VA als sterke voorstander.
Sinds de jaren 50 is er ook het proefcentrum gevestigd van de federale wetenschappelijke instelling Centrum voor Onderzoek in de Diergeneeskunde en de Agrochemie (CODA).
In de deelgemeente Diegem is de vroegere ambachtelijke zone de voorbije decennia grotendeels herontwikkeld tot een internationale kantoor- en dienstenzone die zich situeert langsheen de autosnelweg A201 Luchthaven Zaventem - Brussel. Er zijn ook verschillende internationale hotels gevestigd in deze bedrijvenzone.

## Mobiliteit

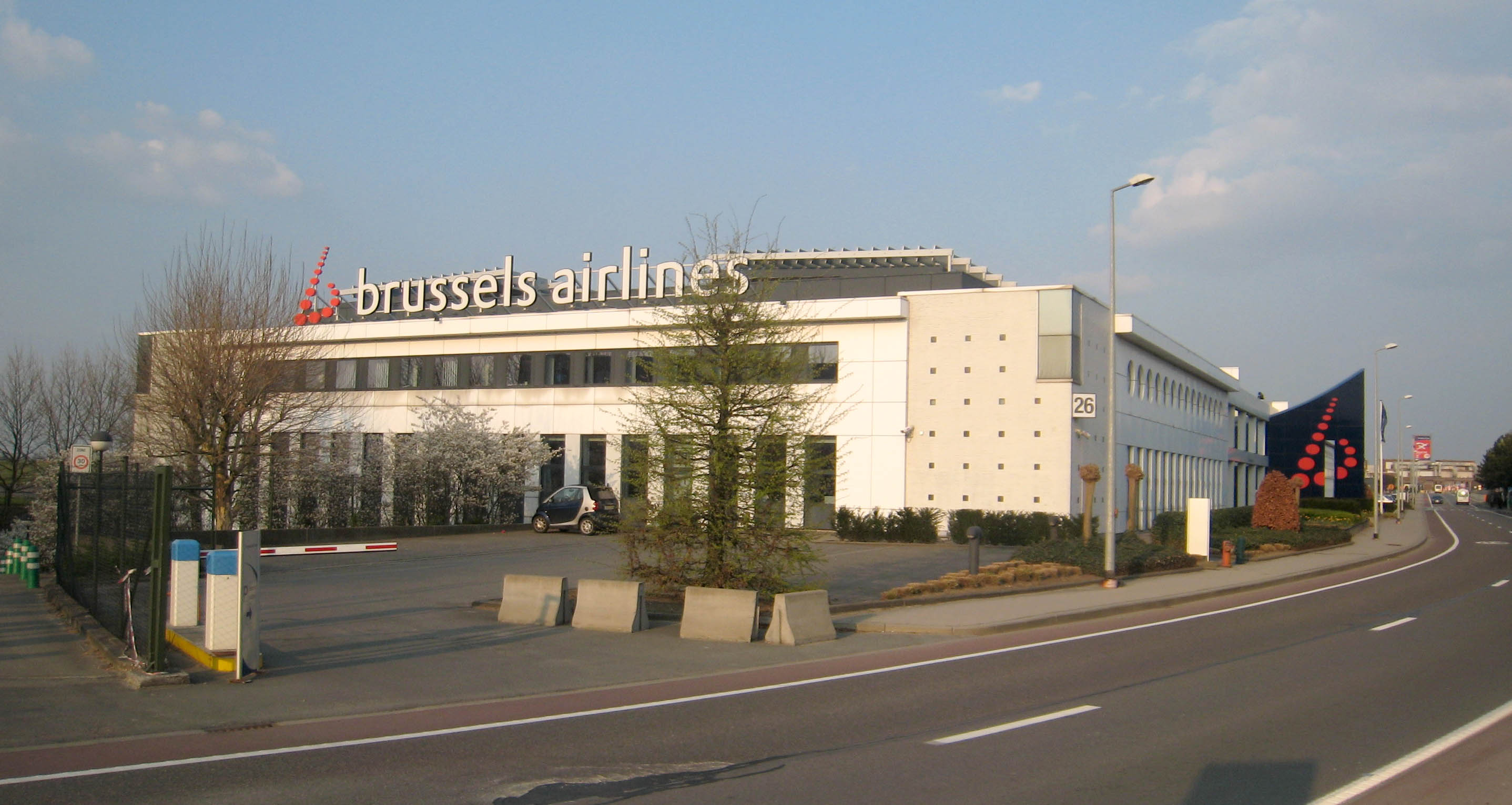
b.house, het hoofdkantoor van Brussels Airlines, Diegem, Machelen

### Wegennet
De kern Machelen wordt ingesloten door de Woluwelaan en de industrieterreinen in het westen, de Woluwelaan en de Ring R0 in het zuiden, de E19 en de luchthaven in het oosten en de Luchthavenlaan in het noorden.
In Diegem loopt verder nog de A201.

### Spoor

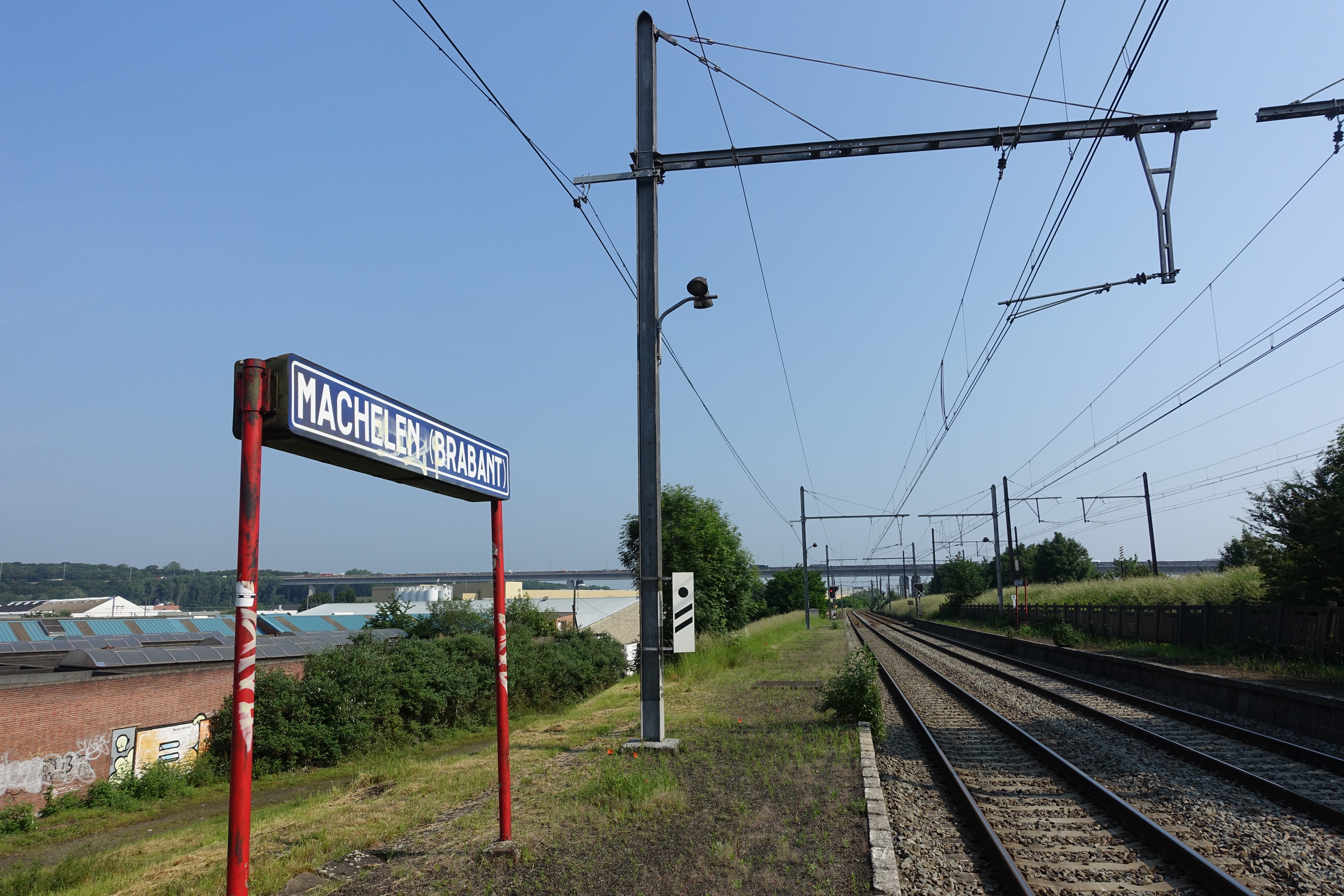
Station Machelen op spoorlijn 27

Enkele spoorlijnen doorkruisen de gemeente. In deelgemeente Diegem is er een treinhalte op spoorlijn 36 met een toegang in Diegem-centrum en een toegang aan de kantoorzone. Machelen had een treinhalte op spoorlijn 27 die weinig gebruikt werd. Op wandelafstand (ca. 800 m te voet) van station Machelen bevindt zich ook op spoorlijn 25 station Buda (op de grens met Vilvoorde), dat van maandag tot vrijdag door S1-treinen Antwerpen – Nijvel (en omgekeerd) wordt bediend.
Het is gepland dat de Luchthaventram vanaf 2030 de kantorenzones in het zuiden en oosten van Diegem zal ontsluiten, op een route langs de A201 tussen Brussels Airport in Zaventem en station Brussel-Noord.

## Geboren in Machelen
- Hendrik Elias (1902-1973), nationalistisch politicus
- Karel Anthierens (1935-2022), journalist, redacteur en bestuurder
- Johan Anthierens (1937-2000), journalist, columnist en publicist
- Gilbert Van Binst (1951-2025), voetballer, mediafiguur en publicist

## Trivia
- De bijnaam van de inwoners is gadeluinenboeren.[6]

## Galerij

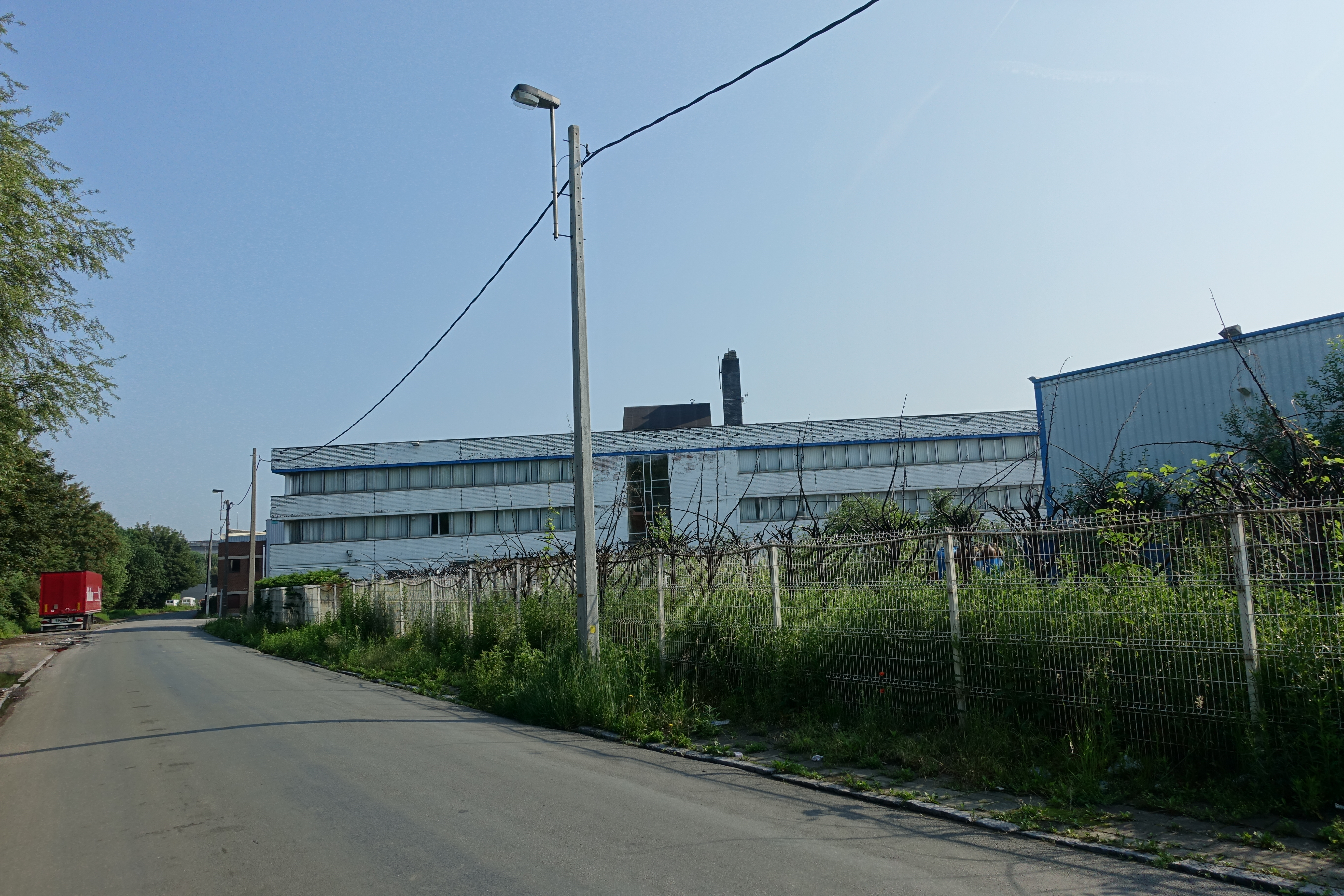
Industriegebied van Machelen (Rittwegerlaan)
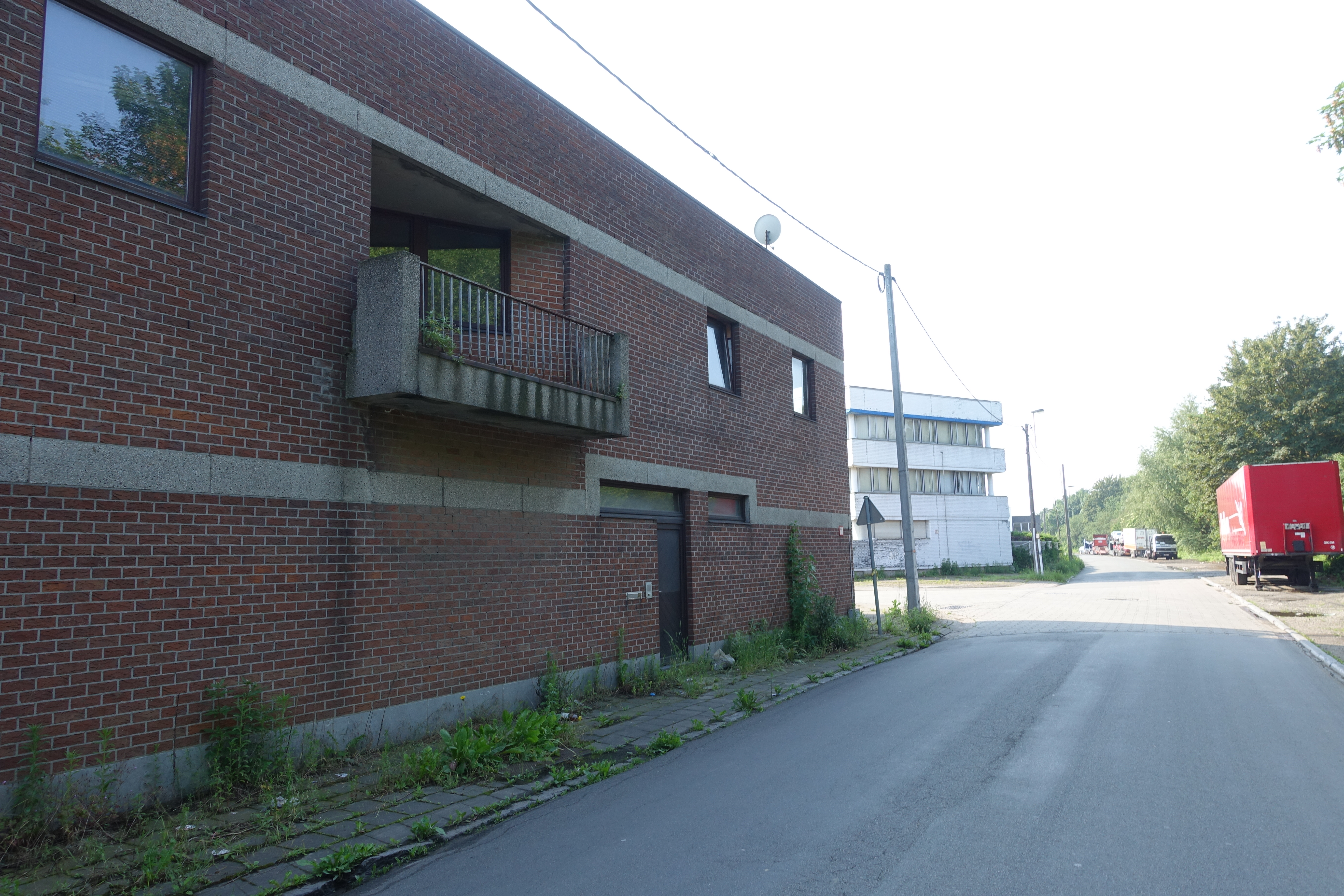
Woning in het industriegebied van Machelen, Rittwegerlaan
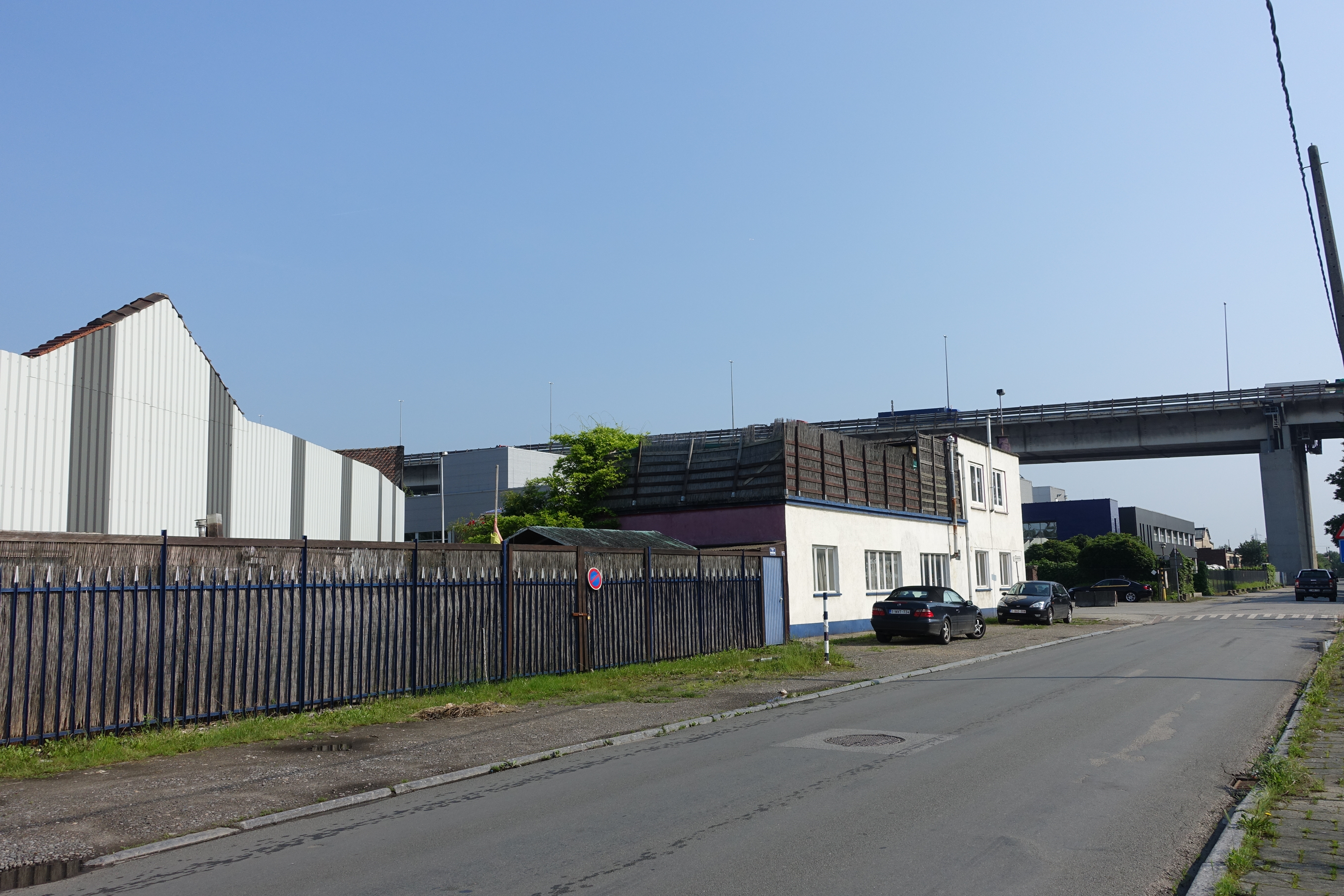
Omgeving van Uplace in het industriegebied van Machelen. Zicht op het viaduct van Vilvoorde in de achtergrond. Uplace zou rechts van de straat op de voorgrond komen.
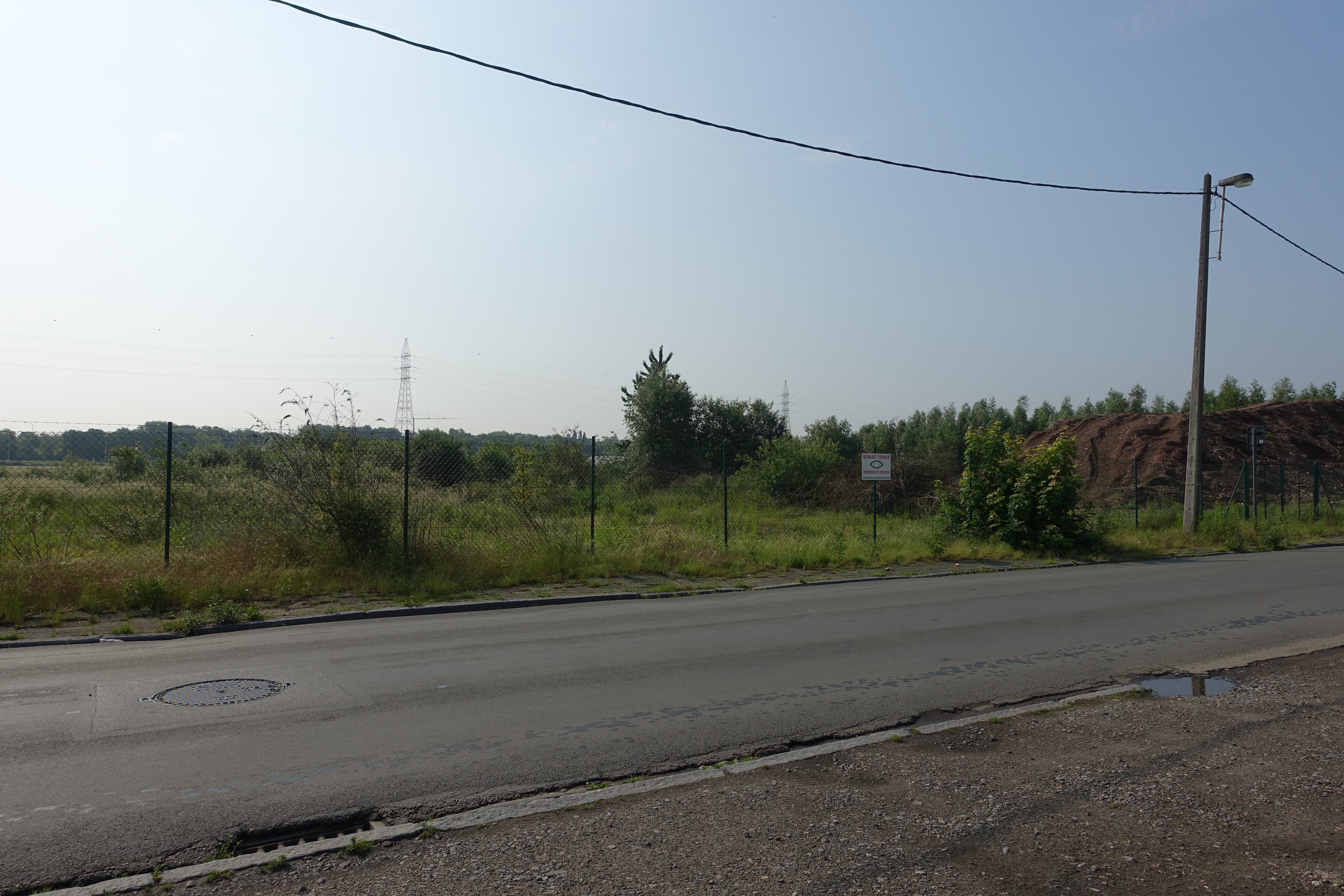
Het onbebouwde terrein van Uplace in 2016
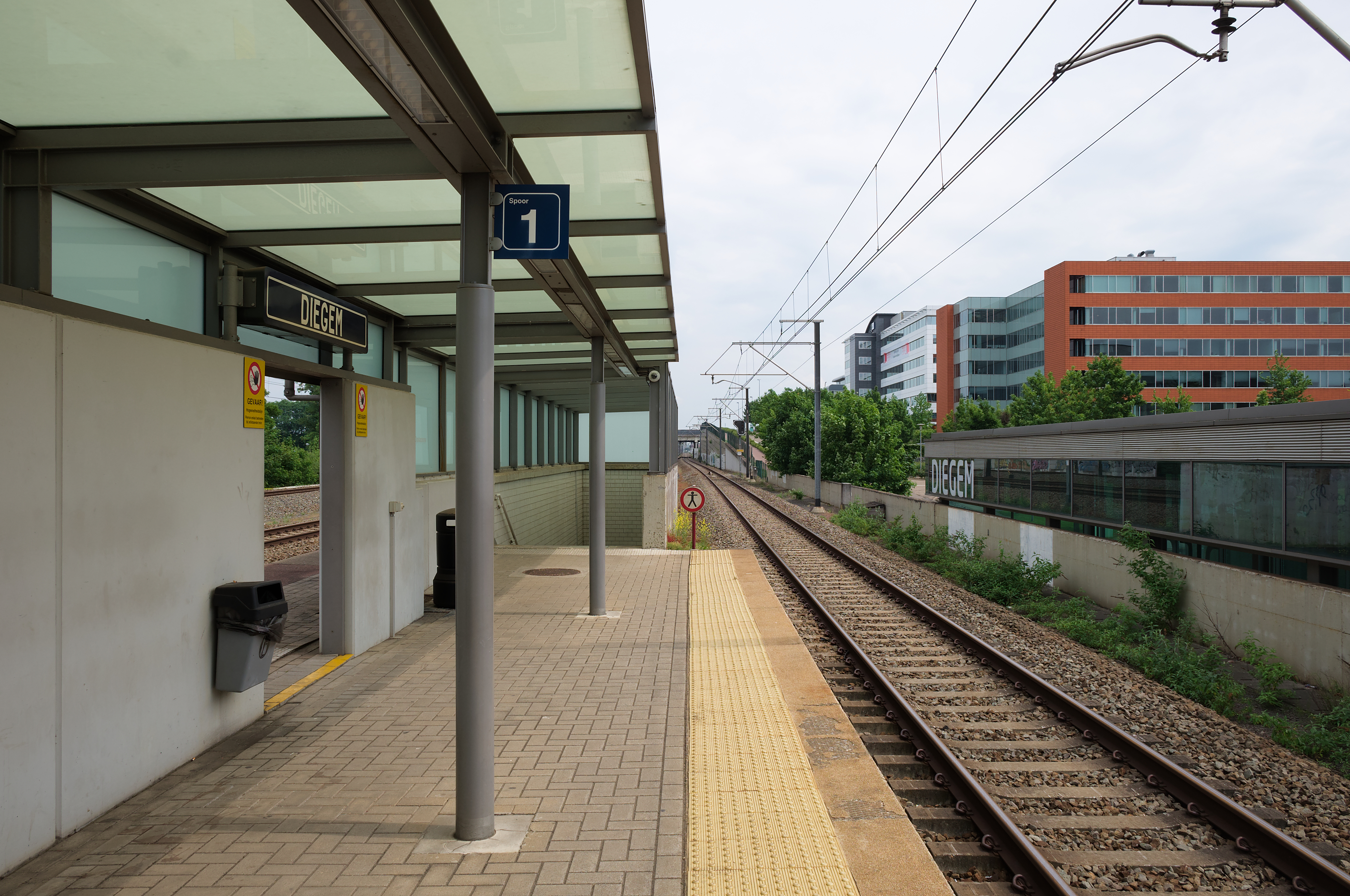
Treinstation Diegem

## Nabijgelegen kernen
Haren, Diegem, Vilvoorde, Peutie, Melsbroek